# 6-os busz (Veszprém)
A veszprémi 6-os jelzésű autóbusz a Haszkovó forduló és a Vámosi úti forduló között közlekedik. A Jutasi úti lakótelep és az Újtelep keleti részén elhaladva ezen területeknek a Belvárossal és az Egyetemvárossal való összeköttetését biztosítja. A vonalat a V-Busz Veszprémi Közlekedési Kft. üzemelteti.

## Története
Az 1996-os nagy menetrend-revízió előtt 13-as jelzéssel járt, részben más útvonalon: nem a Jutasi úti lakótelep keleti szélén, hanem a Haszkovó úton közlekedett, az Egry József utcai lakótelepet pedig egyáltalán nem érintette. A 6-os útvonala 1996 óta változatlan. A délutáni csúcsforgalmi üzemidejét a 2011-es járatrendezéskor egy órával csökkentették.
A 2019-es szolgáltatóváltást követően, január 1-jétől a V-Busz a vasútállomás helyett az utolsó járatot is a Haszkovó fordulótól indítja.

## Útvonala
| Vámosi úti forduló felé | Haszkovó forduló felé |
| --- | --- |
| Haszkovó forduló vá. – Haszkovó utca – Aradi vértanúk utca – Görgey Artúr utca – Kádártai út – Hold utca – Budapest út – Mindszenty József utca – Brusznyai Árpád utca – Megyeház tér – Komakút tér – Egyetem utca – Dugovics Titusz utca – Paál László utca – Egry József utca – Kemecse utca – Stadion utca – József Attila utca – Vámosi úti forduló vá. | Vámosi úti forduló vá. – József Attila utca – Stadion utca – Kemecse utca – Egry József utca – Paál László utca – Dugovics Titusz utca – Egyetem utca – Komakút tér – Iskola utca – Óvári Ferenc utca – Megyeház tér – Brusznyai Árpád utca – Mindszenty József utca – Budapest út – Hold utca – Kádártai út – Görgey Artúr utca – Aradi vértanúk utca – Haszkovó utca – Haszkovó forduló vá. |

## Megállóhelyei
| 0  | Haszkovó forduló végállomás   | 22 | 1, 2, 3, 4, 4A, 7A, 8, 8A, 10, 11, 18, 18A, 21                         |
| 1  | Aradi vértanúk utca           | 21 | 2, 18                                                                  |
| 2  | Deák Ferenc iskola            | 20 | 2, 18                                                                  |
| 3  | Március 15. utca              | 18 |                                                                        |
| 4  | Tölgyfa utca                  | 17 |                                                                        |
| 5  | Bolgár Mihály utca            | 16 | 5, 13, 21                                                              |
| 7  | Budapest út                   | 15 | 5, 8, 8A, 11                                                           |
| 8  | Viola utca                    | 14 | 23, 25 Helyközi buszok Távolsági járatok                               |
| 9  | Rózsa utca                    | 13 | 5, 23, 25                                                              |
| 11 | Hotel                         | 11 | 1, 2, 3, 4, 4A, 5, 7A, 10, 12, 12A, 13, 22, 25                         |
| ∫  | Petőfi Színház                | 9  | 1, 2, 3, 4, 4A, 5, 8, 8A, 10, 13, 25 Helyközi buszok Távolsági járatok |
| 13 | Megyeház tér                  | ∫  | 4, 4A, 8, 8A                                                           |
| 14 | Komakút tér                   | 7  | 2, 4, 4A, 8, 8A Helyközi buszok Távolsági járatok                      |
| 16 | Hóvirág utca                  | 8  | 4, 4A, 8, 8A                                                           |
| 17 | Dugovics Titusz utca          | 4  | 4, 4A, 11                                                              |
| 19 | Paál László utca              | 3  | 11                                                                     |
| 20 | Egry József utca              | 2  | 11                                                                     |
| 21 | Billege utca                  | 1  | 11                                                                     |
| 22 | Stadion utca 28.              | 0  | 11                                                                     |
| 23 | Vámosi úti forduló végállomás | 0  | 4, 4A, 11                                                              |